# La Luna (canción)
La Luna es una canción de la cantante estadounidense Belinda Carlisle, lanzada en 1989 como el segundo sencillo (tercero en Japón) de su tercer álbum, Runaway Horses (1989).

## Sobre la canción
Fue compuesta y escrita por Ellen Shipley y Rick Nowels, que ya habían hecho varios de los éxitos de Carlisle, incluyendo su número uno "Heaven Is a Place on Earth". En una entrevista a Shipley, ella explicó: 

"Me encanta ese tema. Estaba en el estudio con Rick grabando algo. Estaban haciendo pistas de batería, me aburría y entré en una habitación que tenía un piano. Me senté al piano y escuché esta música. La escuché con todo este tipo de cosa con sabor español, así que rápidamente conseguí que alguien grabara lo que estaba haciendo y lo llamé "La Luna".
Ellen Shipley

Como sugiere el título, tiene un aire de flamenco español, con guitarra, un acordeón tocado por Jimmy Haskell y un violín por Sid Page.

### Músicos
Participaron en las grabaciones, según las notas del álbum.
- Belinda Carlisle – voz
- Rick Nowels – guitarra clásica
- Charles Judge – teclados
- Sid Page – violín
- Jimmie Haskell – acordeón
- Jorge Black – bajo
- Ellen Shipley – Coro
- Maria Vidal – Coro
- Donna DeLory – Coro
- Bekka Bramlett – Coro

## Vídeo musical
El videoclip que acompaña a "La Luna" fue dirigido por Andy Morahan. Muestra a Carlisle acostada desnuda en la cama con dosel, fantaseando con una noche al estilo victoriano, tapada con unas sábanas y se alterna con imágenes mas actuales en blanco y negro, rodadas en París.

## Posicionamiento en listas

### Listas semanales
| Listas (1989–1990)                               | Máxima posición |
| ------------------------------------------------ | --------------- |
| Australia (ARIA)                                 | 21              |
| Austria (Ö3 Austria Top 40)                      | 29              |
| Bélgica (Flandes) (Ultratop 50)                  | 23              |
| Finlandia (Suomen virallinen lista)              | 8               |
| Países Bajos (Mega Single Top 100)               | 70              |
| Suiza (Schweizer Hitparade)                      | 10              |
| Reino Unido (UK Singles Chart)                   | 38              |
| Alemania Occidental (Offizielle Deutsche Charts) | 16              |
| Europa (Eurochart Hot 100)                       | 64              |
| European Airplay (European Hit Radio)            | 17              |

## Historial de versiones
| Región                           | Fecha                   | Formato(s)                          | Sello(s)   | Ref.   |
| -------------------------------- | ----------------------- | ----------------------------------- | ---------- | ------ |
| Reino Unido / Europa / Australia | 27 de noviembre de 1989 | vinilos de 7" y 12" / CD / cassette | Virgin MCA | [ 14 ] |
| Japón                            | 21 de enero de 1990     | Mini-CD                             | Virgin MCA | [ 15 ] |